# 丰乐河 (甘肃)
丰乐河，位于中华人民共和国甘肃省西北部河西走廊地区的一条河流，属于黑河水系，发源于肃南裕固族自治县祁丰藏族乡扎喇寺以西的祁连山光滑岭，先向东北流，之后转北流，于酒泉市肃州区丰乐镇茹家台子附近出山，进入酒泉市肃州区境内，向东北流穿越河西走廊平原，经肃州区下河清镇后，进入肃南县明花乡，消失于盐池盆地。全长65千米，出山口以上集水面积568平方千米，年均径流量0.96亿立方米。肃南县境内河长49.6千米。